# Patríki
Patríki är en ort i Grekland.   Den ligger i prefekturen Nomós Serrón och regionen Mellersta Makedonien, i den nordöstra delen av landet, 300 km norr om huvudstaden Aten. Patríki ligger 34 meter över havet och antalet invånare är 291.
Terrängen runt Patríki är platt åt nordost, men åt sydväst är den kuperad.Runt Patríki är det glesbefolkat, med 19 invånare per kvadratkilometer. Närmaste större samhälle är Nigríta, 9,4 km väster om Patríki. Trakten runt Patríki består till största delen av jordbruksmark.